# クインシー・エリオット
クインシー・エリオット（Quincy Elliott、1994年 - ）は、アメリカ合衆国カリフォルニア州出身のプロレスラー。現在は、NXTにて、'クインシー・エリオット(Quincy Elliott)のリングネームで活動。

## 来歴

### NXT
2022年8月30日、エリオットが初出演。そして、9月13日、ショーン・ギャラガーと対戦し、勝利。10月18日のハロウィン・ハボックで、ショッツイと共にリング上でショーをした。その後、2022年は、出演がなかった。3月10日、エリオットは、NXTに復活し、スクリプトと対戦したが、敗北。3月28日にNXT北米王座戦の挑戦権を獲得できる、バトルロイヤルに参加したが、敗北。

## 入場曲
- Golden Era Brooklyn 現在使用中